# 约瑟夫·巴尔莫什
约瑟夫·巴尔莫什（1954年8月28日—），斯洛伐克男子足球运动员，司职后卫。他曾代表捷克斯洛伐克国家队参加1976年和1980年欧洲足球锦标赛，其中1976年欧锦赛获得冠军，1980年欧锦赛则获得季军。